# Diéli
Diéli ou Diély est une localité et une commune rurale du Mali, chef-lieu d'arrondissement dans le cercle de Yangasso et la région de San. Elle a pour chef-lieu la localité de Diéli Felinso.

## Géographie
La localité de Diéli est situé sur la route locale L609 (axe RN6-Karaba) à 45 km au sud-ouest du chef-lieu régional San.

## Villages
La commune rurale s'étend sur 35 villages relevés lors du recensement général de 2009. 
Les villages les plus peuplés sont :
- Diéli Felenso (1 891 habitants) ;
- Soumbala (863 habitants) ;
- Sama (838 habitants) .

La loi 2023-007 attribue 36 villages à la commune rurale  :
- Diéli Felinso
- Diéli M'Pabougou
- N'Gonisso Soïla
- N'Gonisso Totobougou
- Bounouba Sikorosso
- Bounouba Markasso